# 54 Baza Rakietowa (Chiny)
54 Baza Rakietowa – związek taktyczno-operacyjny Chińskiej Armii Ludowo-Wyzwoleńczej.

## Charakterystyka
54 Baza Rakietowa, będąca odpowiednikiem rosyjskiej armii rakietowej, rozwinięta jest we wschodniej części Chin w Luoyang. Jej zadaniem jest utrzymanie chińskiego potencjału jądrowego w gotowości do użycia, wykonanie kontrataków nuklearnych oraz demonstrowanie polityki odstraszania  na kierunku japońskim i Pacyfiku Zachodniego.
W swoim składzie posiada strategiczne i taktyczne środki jądrowe, konwencjonalne siły rakietowe, jednostki łączności, rozpoznania, logistyki i walki elektronicznej.

## Struktura organizacyjna
Baza w swojej strukturze posiada brygady rakietowe oraz bataliony i jednostki zabezpieczenia. W  uzbrojeniu posiadają (2016) rakiety DF-5A i DF-31 i DF-4.
- dowództwo bazy
- 801 Brygada Rakietowa w Lushi
- 804 Brygada Rakietowa w Luoning/Luoyang
- 813 Brygada Rakietowa w Nanyang
- brygada rakietowa (U/I Brigade) w Sundian
- brygada rakietowa (U/I Brigade) w Xixia
- brygada rakietowa (U/I Brigade) w Sanmenxia